# مشرب الحائرة (جبلة)

تعديل مصدري - تعديل

مشرب الحائرة هي إحدى قرى عزلة الشهلي بمديرية جبلة التابعة لمحافظة إب، بلغ تعداد سكانها 479 نسمة حسب تعداد اليمن لعام 2004.